# ديفيد شويمر
ديفيد شويمر (بالإنجليزية: David Schwimmer)‏ هو ممثل أمريكي ومخرج تليفزيونى وسينمائي. يهودي صهيوني مناصر للكيان الصهيوني.
ولد في 2 نوفمبر 1966 في نيويورك لأسرة يهودية اتورنيز ارثر وارلين كولمن شويمر ولديه اخت أكبر منه، عندما كان عمره عامين انتقل إلى لوس انجلس، ابتدئ مشواره الفنى في لعب ادوار في مسرحيات في مدرسته الثانوية مدرسة بيفرلى هيلز الثانوية عام 1988.
تخرج من جامعة نورث وسترن مع درجة البكالوريوس في الآداب في المسرح والتعبير. بعد التخرج، شويمر شارك في تأسيس شركة مسرح لوكينج جلاس (Lookingglass Theatre Company). حتى نهاية عام 1980، كان يعيش في لوس انجليس كممثل، يكافح في البحث عن النجاح الفنى.

## أعماله
ظهر في فيلم هدوء تام في عام 1989. ثم ظهر في عدد من الأدوار التلفزيونية، بما في ذلك فيلم قانون لوس أنجلوس، السنوات العجيبة، إن وإن واي بي دي بلو ومونتي (مسلسل تلفزيوني)عام 1990.
اكتسب ديفيد شويمر شهرته العالمية بتمثيله دور روس جيلر في مسلسل فريندز.وبجانب عمله كممثل تليفزيونى، قام ببطولة فيلمه الأول حامل النعش عام 1996، الذي أعقبه بطوله أخرى في فيلم تقبيل مغفل في عام 1998، وفيلم ستة أيام، سبعة ليالي عام 1998، أيضا فيلم تلميذ مناسب، وفيلم التقاط القطع عام 2000.
في عام 2001 لعب دور هربرت سوبل في المسلسل التليفزيونى القصير عصبة الإخوة، ثم عاد ليكمل مسيرتة التليفزيونية في مسلسل فريندز حتى عام 2004، أيضا لعب دور البطولة في الفيلم الدرامى دوان هوبوود، وفي عام 2005 مثل بصوتة في الفيلم الكرتونى مدغشقر، في 2006 لعب دور البطولة في فيلم لا شيء كبير، اتبعه بعد ذلك بفلمين في عام 2008 فيلم أمريكي لا شيء سوى الحقيقة وفيلم مدغشقر: الهروب إلى إفريقيا.
في عام 2005 لعب دور البطولة على مسرح لندن في مسرحية فتاة ما، و محكمة تمرد كاين العسكرية بعد ذلك بدء مشواره الفنى كمخرج سينمائي في فيلم Run Fatboy Run.

## حياته الشخصية
في عام 2000 واعد ديفيد المطربة الأسترالية نتالي ثم واعد الممثلة الإسرائيلية ميلي إلى أن التقى في عام 2007 بالمصورة الفوتوغرافية زوي باكمان حيث بدأت صداقة تحولت إلى خطبة بعام 2010 شهر مارس وتزوجا بذات السنة بشهر يونيو وبعام 2011 بالـ 11 من شهر مايو رزقا بطفلة سموها كليو باكمان شويمر. ويملك ديفيد منازل في كل من مدينة شيكاغو ونيويورك ولوس انجلس.
واعد شويمر المغنية وكاتبة الأغاني ناتالي إمبروجليا في أواخر التسعينيات. اعترف شويمر وجينيفر أنيستون بأنهما معجبان ببعضهما البعض في وقت مبكر أثناء التصوير فريندز: لم الشمل. بدأ شويمر علاقة مع الفنانة البريطانية زوي بوكمان في عام 2007 وتزوجا في 4 يونيو 2010. وولدت ابنتهما كليو بوكمان شويمر في عام 2011. أعلن الزوجان في أبريل 2017 أنهما "يقضيان بعض الوقت بعيدًا عن بعضهما". انفصلا في وقت لاحق من ذلك العام. يتمتع شويمر وزوجته السابقة بعلاقة جيدة ويستمران في رعاية طفلهما وديًا. يميل إلى إبقاء حياته الشخصية بعيدًا عن وسائل الإعلام للحفاظ على طفولة ابنته.

## روابط خارجية
- ديفيد شويمر على موقع IMDb (الإنجليزية)
- ديفيد شويمر على موقع الموسوعة البريطانية (الإنجليزية)
- ديفيد شويمر على موقع روتن توميتوز (الإنجليزية)
- ديفيد شويمر على موقع ألو سيني (الفرنسية)
- ديفيد شويمر على موقع ميوزك برينز (الإنجليزية)
- ديفيد شويمر على موقع تيرنر كلاسيك موفيز (الإنجليزية)
- ديفيد شويمر على موقع أول موفي (الإنجليزية)
- ديفيد شويمر على موقع بوكس أوفيس موجو (الإنجليزية)
- ديفيد شويمر على موقع قاعدة بيانات برودواي على الإنترنت (الإنجليزية)
- ديفيد شويمر على موقع قاعدة بيانات الأفلام السويدية (السويدية)